# William Vance
Pour les articles homonymes, voir Vance et Van Cutsem.
William Van Cutsem, dit William Vance, né le 8 septembre 1935 à Anderlecht (région de Bruxelles-Capitale) en Belgique et mort le 14 mai 2018 à Santander en Espagne, est un auteur de bande dessinée réaliste belge.
Sa série la plus connue est XIII ; il est aussi le dessinateur d'Howard Flynn, Ringo, Bob Morane, Bruno Brazil, Rodric, Ramiro, Bruce J. Hawker, et des deux premiers albums de Marshall Blueberry.

## Biographie

### Enfance et formation
William Van Cutsem naît le 8 septembre 1935 à Anderlecht.
William Vance suit à Bruxelles les cours de l'Académie royale des beaux-arts de Bruxelles de 1950 à 1953. Il travaille dans la publicité pendant six ans et commence sa carrière de dessinateur, avant de la poursuivre dans la bande dessinée, pour les studios Attanasio où il collabore à la réalisation de deux albums de Bob Morane — La Terreur verte et Le Collier de Civa, série qu’il reprend quelques années plus tard pour Femmes d'aujourd'hui en Belgique et Pilote en France.

### Carrière

#### Premiers récits
Dans les années 1960, le Journal de Tintin, sous l'égide d'Hergé met à l'épreuve les jeunes dessinateurs en leur demandant d'illustrer de courts récits complets, le plus souvent à caractère historique. Yves Duval, avec son impressionnante documentation, assure l'écriture des scénarios.
C'est ainsi que William Vance illustre pour cet hebdomadaire cinquante-six récits publiés de 1962 à 1967 dans la version belge du Journal de Tintin. La plupart est également publiée dans l'édition française.
Pour Record, il dessine cinq récits de quatre planches du même genre, scénarisés par Yves Duval, P.-X. Doé ou Jean-Paul de 1964 à 1967,.

#### DeHoward FlynnàBob Morane

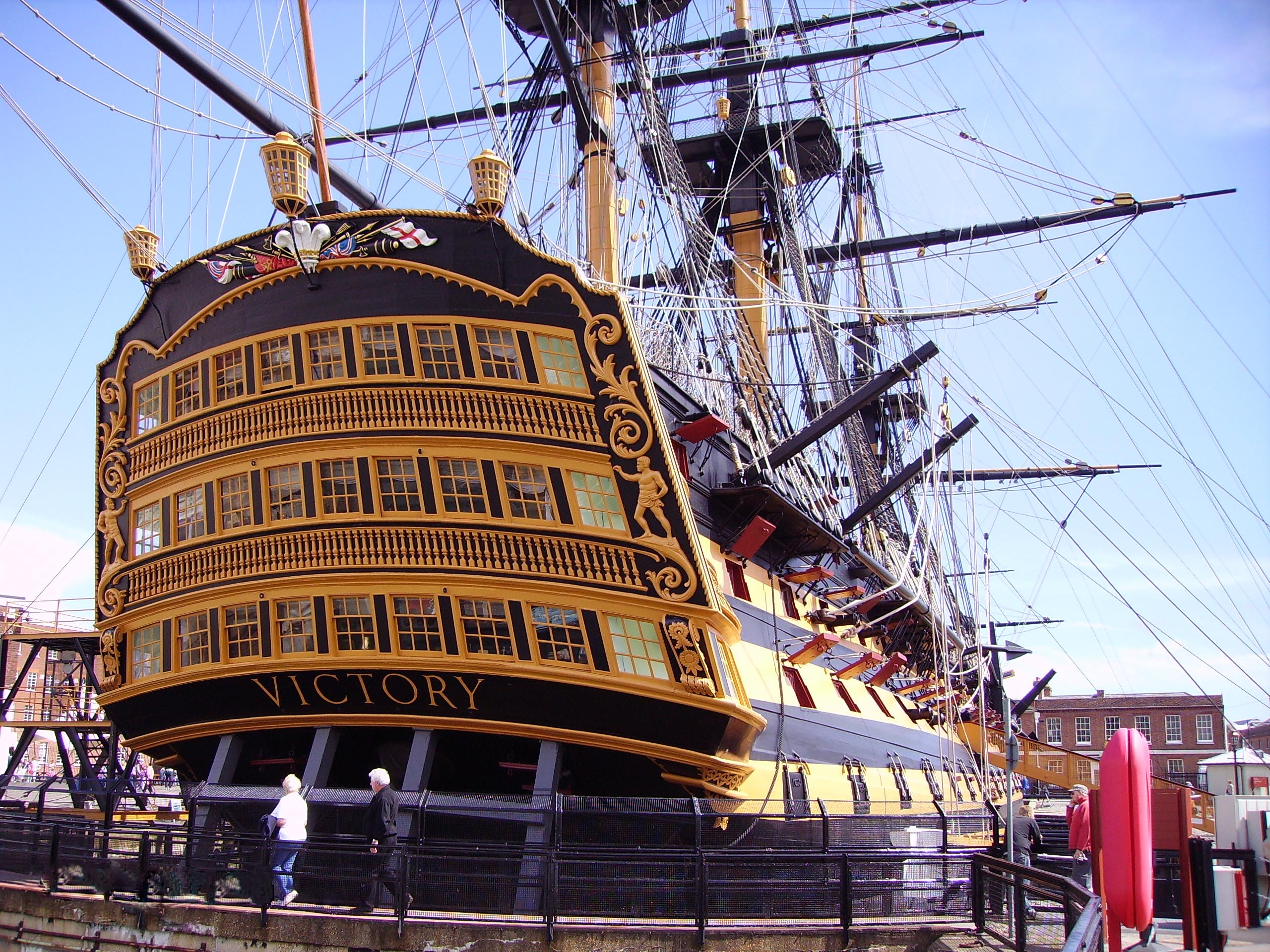
Le HMS Victory à Portsmouth.

En 1963, il voyage à Portsmouth et visite le HMS Victory, il en est subjugué.
Sa première série, sur un scénario d'Yves Duval, raconte les aventures d'Howard Flynn, jeune officier de la marine royale britannique. William Vance apporte tout son talent d'illustrateur méticuleux : très réaliste et détaillé au départ, le trait se simplifie ensuite, les personnages sont plus esquissés.
William Vance illustre ensuite le western Ringo, de 1965 à 1968.
À partir de 1967, il prend la suite de Gérald Forton pour le dessin de Bob Morane, sur un scénario de H. Vernes, et dessine dix-huit albums de la série.

#### DeBruno BrazilàBruce J. Hawker

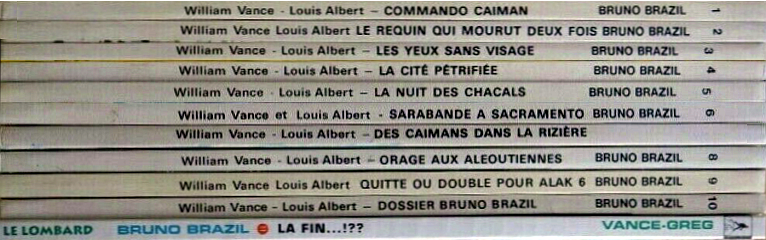
Les onze albums de Bruno Brazil.

William Vance est parallèlement l'illustrateur de Bruno Brazil, avec un scénario de Louis Albert (pseudonyme de Greg). Bruno Brazil est un officier de renseignement et de contre-espionnage américain, puis responsable du Commando Caïman, sorte d'équipe de « barbouzes » à l'américaine, intervenant pour des missions spéciales sur tous les coins du globe.
Il dessine ensuite les aventures de Rodric (1972), puis de Ramiro (1974). Il publie ensuite l'album C'étaient des hommes chez Michel Deligne en 1976.
C'est en 1976 qu'il commence la série Bruce J. Hawker, où Vance retrouve le cadre de la Marine.

#### XIII

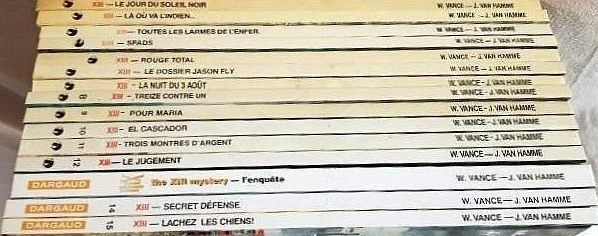
Albums de la série XIII.

William Vance crée en 1984 le personnage de XIII, sur un scénario de Jean Van Hamme. XIII est vite devenu un succès majeur de la bande dessinée contemporaine.

### Vie privée
Son épouse, Petra Van Cutsem, est coloriste et sœur du dessinateur Felicísimo Coria.
À partir des années 2000, William Vance réside en Espagne, avec son épouse, Petra, « dans une villa dominant l'Atlantique mais ressemblant au foyer d'un couple de retraités aisés ».
En juillet 2010, il annonce au Figaro son retrait de la série XIII en donnant la raison qui l’oblige à le faire : la maladie de Parkinson.

### Décès
William Vance meurt le 14 mai 2018 à Santander en Espagne, à l'âge de 82 ans.

## Style
D'après Frédéric Potet, journaliste au Monde, le style graphique réaliste de William Vance se caractérise par « la rigueur et la fougue, la précision et la nervosité ». Son succès tient au « dynamisme de son trait et [à] l’audace de ses cadrages ».
Pour Danny De Laet, historien : « [...] il est un pur produit de la bande dessinée belge des années 1960, inspiré tant par ses antécédents européens qu'américains et, dans son cas, on ne sait plus très bien ce que l'on doit admirer en premier lieu : l'emploi de la couleur, ou l'emploi du noir et blanc, son pouvoir suggestif, sa technique ou l'audace graphique ? ».

## Œuvres

### Albums
- Howard Flynn (dessin), avec Yves Duval (scénario), Le Lombard, 3 vol., 1966-1969.
- Ringo (dessin), avec Jacques Acar (scénario), Le Lombard, 3 vol., 1967-1978.
- Bruno Brazil (dessin), avec Greg (scénario), Le Lombard, 11 vol., 1969-1995.
- Bob Morane (dessin), avec Henri Vernes (scénario), Dargaud puis Le Lombard, 18 vol., 1969-1979.

- Roderic (dessin), avec Lucien Meys (scénario), Bédéscope, 2 vol., 1979.
- XIII (dessin), avec Jean Van Hamme (scénario), Dargaud, 18 vol., 1984-2007.

- Marshal Blueberry (dessin), avec Jean Giraud (scénario), Dargaud, 2 vol., 1991-1992.
- XHG-C3, Gibraltar, 1995.

### Collectifs
En 2005, il répond à l'appel de l'armée belge et participe au collectif BDéfense ! vendu au profit d'œuvres caritatives.

### Divers
À l'instigation de l'inspecteur de police et scénariste de bande dessinée Francis Dorao, il a aussi créé dans les années 1980, une cible de tir réaliste pour l'entraînement de la police aux côtés des dessinateurs Hermann, Malik, Arthur Piroton, Raymond Reding ou Yves Swolfs et de la société PLJ Targets. En 2023, lors du festival de la bande dessinée de Knokke-Heist, les cibles seront publiées en un tirage trilingue français, néerlandais et anglais.

### Expositions
- Rétrospective William Vance[23], Centre belge de la bande dessinée, Bruxelles en août-septembre 1998.

## Réception

### Prix et distinctions
- 1972 :  prix Saint-Michel du meilleur dessinateur réaliste pour La Nuit des chacals[24],[25] ;
- 1997 :  prix du grand public au festival de Charleroi[26] partagé avec Jean Van Hamme pour Le Jugement ;
- 2005 :  Adhémar de bronze[25].

En octobre 2004, La Poste belge émet un timbre XIII dans le cadre de son émission annuelle « Philatélie de la Jeunesse ».
Le 14 novembre 2007, William Vance est décoré par la Région bruxelloise en la personne du Ministre Guy Vanhengel.
William Vance est fait citoyen d'honneur de la Ville de Bruxelles, le 12 octobre 2009 par le bourgmestre Freddy Thielemans.
Le 17 septembre 2012, la Poste belge émet cette fois un timbre Zénobe Gramme à l'occasion des cent ans des chantiers navals de Boelwerf (Temse), à l’occasion du salon Temsifil dessiné par William Vance.

### Postérité

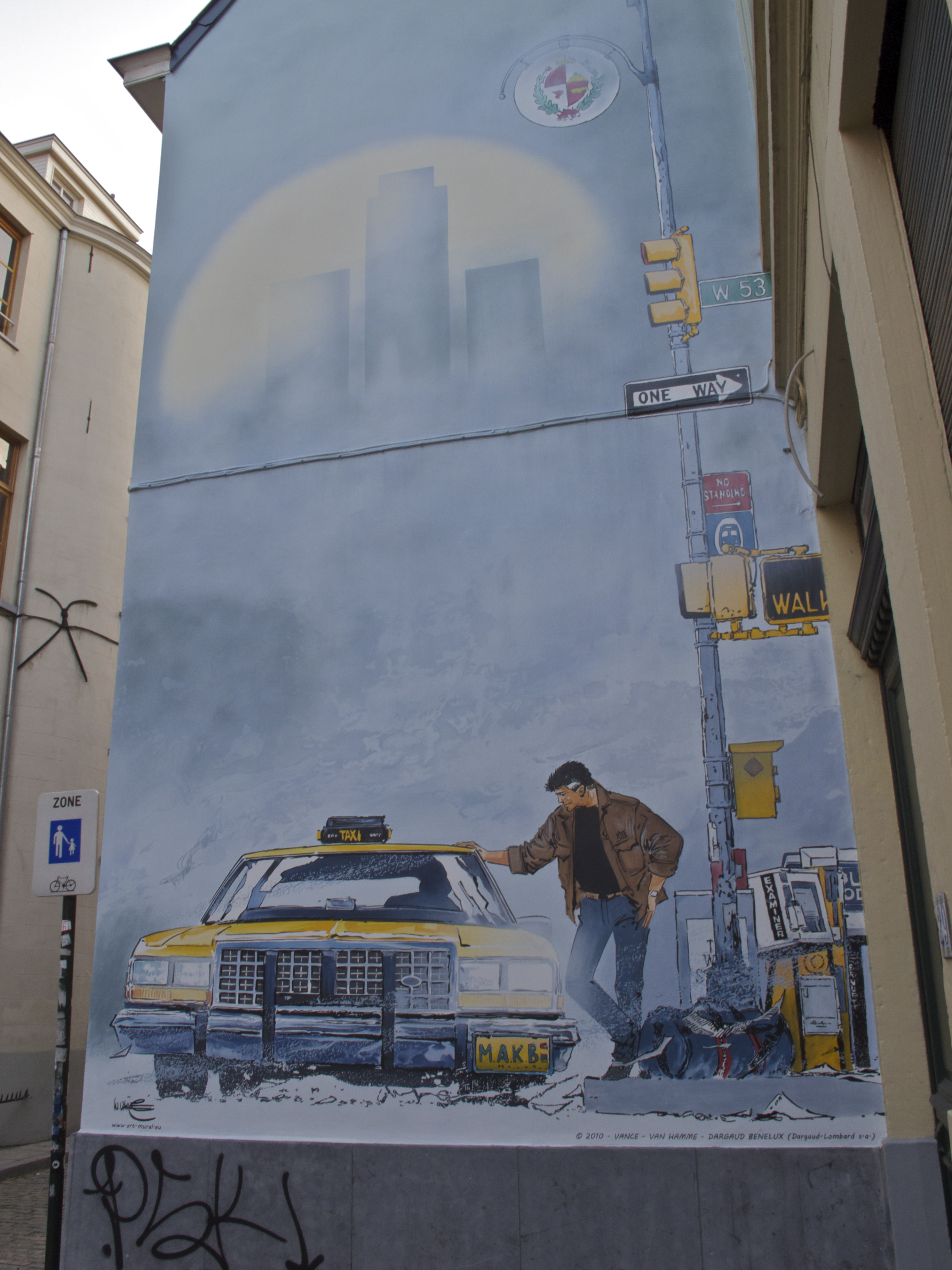
Fresque XIII à Bruxelles

Le 15 novembre 2010, William Vance, en compagnie de Jean Van Hamme et le bourgmestre Freddy Thielemans, inaugurent la fresque XIII peinte à l'initiative de la ville de Bruxelles sur le mur latéral de la maison située au no 33 rue Philippe de Champagne, couvrant une superficie de 43 m2. Elle est la 43e fresque du parcours BD de Bruxelles.

#### Livres
: document utilisé comme source pour la rédaction de cet article.
- Jean Van Hamme, Introduction à la bande dessinée belge, Bruxelles, Bibliothèque royale de Belgique, 1968, 80 p., ill. ; 26 cm (lire en ligne), p. 47[catalogue] publié à l'occasion de l'exposition La bande dessinée en Belgique, Bibliothèque Albert Ier, [Bruxelles], du 29 juin au 25 août 1968.
- Jean-Louis Lechat, Un demi-siècle d’aventures t. 2 : 1970 - 1996, Bruxelles, Le Lombard, 5 décembre 1996, 224 p., ill. ; 31 cm (ISBN 280361233X, OCLC 37995939, BNF 37539082, présentation en ligne), p. 17, 2540, 44, 45, 57, 64, 73, 74, 121, 189, 192, 196, 197. .
- Jean Pirotte (dir.) et Luc Courtois, Du régional à l'universel. : L'imaginaire wallon dans la bande dessinée., Louvain-la-Neuve, Fondation wallonne Pierre-Marie et Jean-François Humblet, 1999, 310 p. (ISBN 978-2-9600072-3-7 et 2960007239, OCLC 1075833932), p. 254 lire sur Google Livres
- Jacques Fiérain, « Vance », dans La BD à Bruxelles et en Brabant, Charleroi, Éd. l'Âge d'or, avril 2003, 144 p., ill. ; 31 cm (ISBN 9782960119664 et 2960119665, OCLC 470388171, présentation en ligne), p. 134.
- Patrick Gaumer, « Vance », dans Dictionnaire mondial de la BD, Paris, Larousse, 2010, 953 p., ill. ; 27 cm (ISBN 978-2-0358-4331-9 et 2-0358-4331-6, OCLC 920924930, présentation en ligne), p. 886-887. .
- Patrick Gaumer (préf. Yves Schlirf), Monographie William Vance : entretiens avec Patrick Gaumer, Bruxelles, Dargaud, 1er décembre 2023, 408 p., ill. ; 24,8 cm (ISBN 9782505079118 et 2505079110, OCLC 1411558267, présentation en ligne).

#### Périodiques
- Jean-Pol Stercq, « La Galerie-photo de Tintin », Tintin, Le Lombard, no 6,‎ 1973.
- « Reward : William Vance », Tintin, Le Lombard, no 7,‎ 15 février 1977.
- François Le Bescond, « Les têtes de série : 1995 : l'année W. Vance », La Lettre - L'officiel de la bande dessinée, Dargaud, no 22,‎ mars - avril 1995, p. 12-13
- William Vance (interviewé par François Le Bescond), « Les invités : William Vance : "Je vis avec mon siècle." », La Lettre - L'officiel de la bande dessinée, Dargaud, no 37,‎ septembre - octobre 1997, p. 14-17.
- William Vance (int. par Jean-Marc Vidal), « XIII à la Vance : sûre recette ! », BoDoï, no 17,‎ mars 1999, p. 42-47.
- Alain De Kuyssche, « Les invités : Ça, c'est tout Vance... », La Lettre - L'officiel de la bande dessinée, Dargaud, no 62,‎ novembre - décembre 2001, p. 25.
- William Vance (int. par Jean-Pierre Fuéri), « Vance Hawker ouvert », BoDoï, no 51,‎ avril 2002, p. 38-42.
- William Vance (interviewé par Frédéric Bosser, Corinne Kuperberg, Violaine Joffart), « Dossier : La piste aux étoiles - Vance le Wisigoth - Entretien », BullDozer, no 4,‎ décembre 2005 (ISSN 1775-0652).
- William Vance (interviewé par Frédéric Bosser), « Enquête : Peut-on vendre à 500.000 ex et être Grand prix d'Angoulême ? - Entretien avec William Vance », BullDozer, no 5,‎ février 2006 (ISSN 1775-0652).
- Didier Pasamonik, « William Vance le taiseux », L'Express BD, no 3,‎ novembre-décembre 2015, p. 32-37
- Didier Pasamonik, « L'art de Vance », idem, no 3,‎ novembre-décembre 2015, p. 38-41.
- William Vance (interviewé par Jean-Piere Fuéri), « Entretien : Je suis un petit auteur - Entretien avec William Vance », Casemate, no 115,‎ juin 2018 (ISSN 1964-504X).

#### Articles
- Henri Filippini, « « Monographie William Vance » : la bande dessinée dans la peau ! », BDzoom,‎ 9 décembre 2023 (lire en ligne, consulté le 12 janvier 2024).

### Vidéographie
- [vidéo] « À la recherche de William Vance (1995) », sur YouTube par la Cité internationale de la bande dessinée et de l'image, réalisateur : Jean-Pierre Delvalle (28 min 2 s).